# Sztrogof Mihály (regény)
A Sztrogof Mihály Jules Verne 1876-ban megjelent kalandregénye. 1876. január 1. és 1876. december 15. között folytatásban jelent meg a Magasin d’éducation et de récréation 12. évfolyam 265–288. számaiban, Michel Strogoff címmel. Könyvként az első rész 1876. augusztus 14-én, a második 1876. november 6-án, majd egyben, illusztráltan ugyanebben az évben, november 13-án a Különleges utazások sorozat részeként. A könyv végébe a Dráma Mexikóban Verne novellát illesztette a kiadó Pierre-Jules Hetzel.
A 80 nap alatt a Föld körül regény mellett a Sztrogof Mihály volt az anyagilag legtöbbet hozó Verne-regény, köszönhetően az eladásokon túl annak, hogy gyorsan színházba került és ott sikersorozatot ért el.

## A könyv létrejötte
Verne műveiben az oroszok ábrázolásán mindvégig érződik a francia külpolitika hatása és a kiadó, Hetzel üzleti szemléletű akarata. Nemo kapitány (1870) eredetileg lengyel származású lett volna, aki bosszút áll az oroszokon, mert megölték feleségét és apját.
Ahogy javul az orosz és francia kapcsolat, úgy válnak Verne orosz szereplői egyre pozitívabbakká. A Három orosz és három angol kalandjai (1872) regényben jóindulatúnak nem mondható semlegességgel ír róluk. Később mindent elnéz nekik, nemzete leendő szövetségeseinek, még a zsarnokságot is, amely ellen más regényhősei küzdenek. Ebben a regényben az önfeláldozó férfi diadalmaskodik a milliók egy miatt elutasítása felett. A Hector Servadac (1877) őrnagya és Bombarnac Klaudius (1892) grófja minden fenntartás nélkül rokonszenves, a César Cascabel (1890) száműzött grófja is kegyelmet kap.
Az eredetileg Le Courrier du Tsar (A cár futára – regényt gyakran ezzel az alcímmel jelentetik meg) címet viselő regény Orloff hercegnek köszönheti végleges címét. Az őt 1875. november 23-án otthonában felkereső Vernének és Hetzelnek tanácsolta, hogy változtassa a ma közismertre.
Hetzel élt a lehetőséggel, hogy ő volt a Párizsban élő orosz író, Ivan Szergejevics Turgenyev kiadója, akit ebben az időben gyakran keresett fel saját készülő könyve, a Maroussia (1878) kapcsán. Hetzel megmutatta a regény kéziratát Turgenyevnek, aki számos megjegyzést és helyesbítést tett. Verne is érdeklődve várta Turgenyev válaszát: „Nagyon sok érték van a jegyzetekben. Mindent rendbe teszek, miután megkapom Turgenyev észrevételeit." – írta Hetzelnek. Turgenyev különösen a tatár invázió leírásában javasolt módosításokat, amit Jules Verne később felülvizsgált. Hetzel azonban nem volt ezzel megelégedve, és azt követelte Vernétől, hogy módosítson minden részletet, amely Oroszország pillanatnyi állapotára utalhat. Verne részben megfogadta kiadója kérését. Hetzelnek is igaza lett, a Sztrogof Mihály csak húsz év késéssel jutott el az orosz, olvasókhoz eltérően az író más műveitől, amelyek megjelenésüket követően egy-két éven belül elérhetők lettek oroszul.
Továbbra is vitatottak Verne kelet-szibériai, meglehetősen pontos ismereteinek forrásai. Az egyik népszerű vélelem összeköti a regényírót Pjotr Alekszejevics Kropotkinnal, akinek hatása több Verne-műben – Nemo kapitány, A Jonathan hajótöröttei – felfedezhető, de Kropotkin csak a Sztrogof Mihály megjelenése után érkezett Franciaországba.
Egy másik, valószínűbb forrás Mihail Szidorov szibériai üzletember lehetett. Szidorov az 1873-as bécsi világkiállításon bemutatta természeti erőforrás-gyűjteményét, beleértve az Uhta környékéről származó olaj- és olajpala mintákat, valamint az uhtai olajkutak fényképeit. Valóságos kőolajlelőhelyek léteznek a Bajkál-tó régiójában, amelyeket először 1902-ben fedeztek fel a Barguzin-öbölben és a Szelenga folyó deltájában, de meg sem közelítik a Verne által ábrázolt kereskedelmi méretek léptékét.

### Verne a regényéről
R. H. Sherard interjúja (1894)
Ezután feltettem M. Verne-nek egy kérdést, amely indiszkrét, de szükségesnek tűnt.
-Úgy tudom, hogy a csodálatos könyveiből kapott jövedelme kevesebb, mint egy rendes újságíróé. Úgy tudom, hogy Jules Verne átlagosan soha nem keresett ötezer dollárnál többet évente.
– Inkább nem mondanék semmit erről. Igaz, hogy első könyveimet, beleértve a legsikeresebb könyveimet, értékük tizedén adtam el; de 1875 után, vagyis a „Sztrogof Mihály” után a javadalmazásom megváltozott, és méltányos részesedést kaptam regényeim profitjából. De nem panaszkodom. Sokkal jobb, ha a kiadóm is pénzt keres. Természetesen sajnálom, hogy nem kerestem jobban a műveimmel. A „Világ körül” csak Franciaországban tízmillió frankot, a „Sztrogof Mihály” pedig hétmillió frankot hozott, amelyekből jóval kevesebbet kaptam. De nem vagyok és soha nem voltam pénzéhes ember. Író és művész, az ideál elérése érdekében élő, egy ötlettől lázba jövő, a munka iránt múlhatatlanul lelkesedő. És amikor munkám elkészült, félreteszem és annyira elfelejtek mindent, hogy amikor leülök olvasni, felveszem Jules Verne egyik regényét és örömmel olvasom.

## Tartalom
Sztrogof Mihálynak, a cár futárjának azért kell egy levelet elvinnie Moszkvából Irkutszkba, a cár öccsének, mert az Urálon túli területeket megszállták lázadó tatár törzsek és elvágták a két várost összekötő távíró vezetéket. 

### Első könyv
A tatárok Feofár kán vezetésével megtámadták az Orosz Birodalom Urálon túli területeit, elvágták a városokat összekötő távító-drótokat. A cár öccse Irkutszkban rekedt. A cár ezért futárral küld levelet az öccséhez. A futár Sztrogof Mihály kapitány. Sztrogof megfogadja a cárnak, hogy mindenáron teljesíti küldetését, még édesanyjával, Marfával sem találkozik útközben, pedig útja átvisz annak lakhelyén, Omszkon. 5523 kilométeres út vár rá Moszkvától. A biztonság kedvéért Korpanof Miklós álnéven utazik, mint haza tartó irkutszki kereskedő. Ellátják egy postai állomások lovainak felhasználására feljogosító okmánnyal (podorozsna). Két fontos kiegészítés is volt az okmányban, az egyik szerint akár több személyt is vihetett magával, illetve mentesült az esetleges utazáskorlátozó intézkedések alól.
A küldetés július 16-án kezdődik, Moszkvából Nyizsnyij Novgorodba vonattal utazik. A vonaton felfigyel egy fiatal lányra, aki Rigából utazik Irkutszkba, de Korpanofnak nem sikerül összeismerkednie a lánnyal. Szintén a vonaton utazik az angol Daily Telegraph tudósítója, Harry Blount és a francia Alcide Jolivet, aki párizsi unokahúgát, Madeleine-t tájékoztatja az orosz történésekről. (A regényből nem derül ki, hogy ki Jolivet valódi megbízója.)
Nyizsnyij Novgorodban Korpanof a Kaukázus hajó indulására vár, amely tovább viszi majd Permig. A várakozás közben a várost járja, ahol kihallgatja egy cigány család különös beszélgetését és a vonaton megismert lányról álmodozik. A hajó indulása előtt hirdetik ki a cár parancsát: az oroszok nem utazhatnak tovább, a nem oroszoknak meg kötelező elhagyni a birodalom területét. Korpanof a hatóságnál felmutatja podarozsnáját, amelyet elfogadnak. A hatóságtól kifelé meglátja a rigai lányt, akit kézen fogva magával visz, mint a "húgát". Nadia gyorsan megérti, hogy a "bátyjával" tovább utazhat, így felszállnak a hajóra. Amelyen ott utazik a két tudósító is és a városban kihallgatott cigányok.
A hajó a Volgán át Kazany érintésével a Kámán hajózik fel Permig, ahol a többi utassal együtt Korpanof és Nadja, a két tudósító és a cigányok is kiszállnak. Nadja a Kaukázuson elmondja, hogy édesanyja halála után a két éve Szibériába száműzött apjához, az ismert rigai orvoshoz, Vaszilij Fedorhoz igyekszik. Korpanof nem árulja el, miért utazik Irkutszkba.
Permben Korpanof egy tarantaszt vásárol, amin Nadjával továbbutaznak. A postaállomásokon nem csak lovakat, de jemcsiket (kocsis) is cserélnek, így jól haladnak. Az Urálon való átkelés közben hatalmas vihar csap le rájuk, a jemcsik feladná, de Korpanof ereje segítségükre van az akadályok leküzdésében. A hágón, a viharban megmentik a szintén Jekatyerinburgba tartó Harry Blountot és Alcide Jolivet-t, akik telegája darabokra tört. De nem ők az egyetlen siető utasok.
Jekatyerinburgból két új tarantaszon együtt utazik a három férfi és Nadja tovább Tyumenyen és Novoszejmszken (Novaja Zaimka) át Isimibe. Az utolsó kilométereken leelőzik azt a postakocsit, amely már az Ural óta előttük jár, így az övék a friss lovak a postaállomáson. A postakocsi is beér az állomásra, és utasa követeli az összes friss lovat, ami már Korpanof tarantasza elé fogtak be. Az idegen összemérné erejét Korpanoffal, aki nem áll ki ellene és nem fedi fel kilétét a podarozsna felmutatásával. Az idegen az ostora nyelével megüti, átkötteti a lovakat és távozik. Nadja minden határon túl megértő "bátyjával", a két tudósító viszont megvetéssel figyeli az ellenállás nélkül elviselt megalázódást.
Egynapos késéssel indul tovább Korpanof és Nadja, Tyukalinszkon áthaladva elérik az Irtis partját. A kompos átkelést kezdetben csak a folyó sodra nehezíti, hamarosan tatárokkal teli csónakok veszik űzőbe a lassan irányíthatatlanná váló kompot. Végül a cár futára megsérülve a vízbe veti magát, Nadját elfogják a tatárok. Sztrogofnak sikerül partot érnie, egy paraszt menti meg és ápolja házában. Amint járni képes, Sztrogof a tíz kilométerre levő Omszkba indul. A városba érve halad el mellette Ogaref Iván, a cár dezertált és a tatárokhoz átállt ezredese csapatával. Sztrogofnak sikerül lovat szerezni a tatárok által elfoglalt városrész postáján, ott várakozik.
Váratlanul előtte terem édesanyja, aki felismerve fiát, örömkiáltásokban tör ki. Sztrogof nehéz szívvel megtagadja anyját mondván, ő nem Mihály, Marfa Sztrogof fia, hanem Korpanof Miklós. Az anyja elájul, Sztrogof elmenekül a városból. A jelenet hírére Ogaref a helyszínre siet és kivallatja Marfat, majd elhurcolja. Ogaref tudja, hogy a cár futárt küldött Irkutszkba fontos üzenettel, egyik legfőbb célja a futár elfogása, a levél megkaparintása.
Útja a Baraba lápján vezet át. Sztrogof a végkimerülésig hajszolja lovát, a felgyújtott falvak füstje jelzi a tatárok közeledtét. Az Ob előtti utolsó kilométereken egy tatár járőr üldözi, tűzharcban éri el Sztrogof a partot, a vízbe veti magát. Átúszik a folyón és Kolivanyba igyekszik. A kisvárost épp a tatárok ostromolják, Sztrogof a még működő távírdában húzza meg magát. A két tudósító épp egymást váltva és feltartva használja a távírót, amikor egy ágyúgolyó átüti az épület falát, mindhármukat elfogják a tatárok.
Második rész
A fogolytáborból napokkal később szabadul a két újságíró. A foglyaival és katonáival odaérkező Ogarefnek bemutatják papírjaikat, aki elengedi a két európait. Ogareffel csapatait kísérők közt ott az ismert cigány csapat is. Egyikük folyamatosan szemmel tartja a fogoly Marfat, aki ismeretlenül is összebarátkozott az őt segítő, szintén fogoly Nadjával. Sokat beszélgetnek, Marfa rájön, hogy akit Nadja Korpanofként emleget, az az ő fia, Mihály. A két nő beszélgetését kihallgatják és az eljut Ogarefhez. Ogaref elrendeli Marfa korbácsolását, Sztrogof Mihály ezt megakadályozandó, felfedi magát.
A táborba megérkezik Feofár kán, nagy ünnepséget tartanak, amelynek csúcspontján, a Korán véletlenül választott sora “És ő nem fogja többé e földi dolgokat látni.” megpecsételi Sztrogof sorsát, egy izzó pengét elhúzva a szeme előtt, megvakítják. Ogaref, kiélvezve a pillanatot, a megvakított embernek megmutatja a zsákmányolt nagyhercegnek szóló levelet mondván, olvassa azt Sztrogof, ha tudja. A cár futárának küldetése elbukni látszik. A megvakítást már nem várta be a tudósító-páros, amely szabadon elhagyta a tábort. Az éjszakába nyúló dorbézolást kihasználva számos fogoly szökik meg, köztük a vak Mihály, s az őt vezető Nadja is. Sztrogof célja változatlan: eljutni Irkutszkba.
Gyalog indulnak útnak, de egy barátságos orosz felveszi őket kibitkájára. Az oroszról kiderül, hogy ő a kolivanyi távírász, Pigaszof Miklós. Hosszú utat tesznek meg hármasban Acsinszkon át Krasznojarszkba. A várost teljesen kiürítették a cár parancsára. A Jenyiszejen tömlők segítségével úsztatják át a kibitkát. Gond nélkül érik el Ribinszk és Kanszk városát, amelyeket szintén elhagytak lakosai. Nyizsnyeugyinszk előtt meglepik őket a tatárok és ismét fogságba esnek.
A tatárok a vak Mihállyal gonosz tréfákat űznek, egy alkohol gőzös estén pedig Nadjára emelnek kezet, de a távírász Miklós egy lopott pisztollyal lelövi a tatárt. A felbolydult tatárok Miklóst magukkal víve elvágtatnak, Mihály és Nadja viszont megszökik. Gyalog folytatják az utukat. Éheznek, az erőltetett haladást Nadja egyre kevésbé bírja. Rátalálnak az élve földbe ásott Miklósra, aki a karjaikban hal meg. De elérik a Bajkál-tavat.
Az utazás utolsó részében több tucat menekülővel együtt utaznak egy közösen ácsolt tutajon. A menekülők közt felbukkan a két újságíró is. Szerencsésen elérik az Angara torkolatát, a víz sodrását kihasználva haladnak Irkutszk felé. A természet jégtorlasszal, a tatárok petróleum vízbeöntésével nehezítik útjukat, ez utóbbi be is lobban, amikor az ostromlott Irkutszk alá érkeznek. A helyzetet rontja, hogy a tatárok lövik a fedezék nélküli tutajon rekedteket. Sztrogof és Nadja egy önállósodó jégtábla hátán menekül el.
Irkutszk ugyan ellenáll a tatárok ostromának, de bevétele csak idő kérdése. A nagyherceg a cár nevében kegyelmet ad az összes száműzöttnek, akik Vaszilij Fedor vezetésével csatlakoznak a védőkhöz. Az ostromot irányító Ogaref cselhez folyamodik, beszökik a városba, és magát Sztrogof Mihálynak kiadva átadja a cár levelét a nagyhercegnek. Ezt követően "csatlakozik" a védelem irányításához. Terve, hogy adott pillanatban megnyitja az egyik kaput a tatárok előtt.
A városba bejutott Sztrogof szintén könnyedén bejut a nagyherceg palotájába, összetalálkozik Ogareffel az egyik teremben. Ogaref úgy véli, hogy könnyen végez Sztrogoffal, de az szúrja le. Ogaref halála előtti pillanatban ráébred, hogy Sztrogof nem vak, csak tetette vakságát. Sztrogof ezt el is ismeri. A terembe lépő nagyherceg előtt is tisztázza magát Sztrogof. A meg nem vakulására adott magyarázat szerint az utolsó pillantása édesanyjára esett, könny szökött a szemébe, és a folyadék fogta fel a kard hőjét. Pár nap múlva megérkezik a felmentő sereg is.
Sztrogof Mihály elveszi Fedor Nadját, és boldogan élnek, néha meglátogatva Marfa Sztrogofot omszki házában.

## Fejezetek
Első rész
- I. Estély a palotában
- II. Az áruló tervei
- III. Sztrogof Mihály
- IV. Moszkvából Nyizsnyij Novgorodba
- V. Kormányrendelet két cikkelyben
- VI. Két testvér
- VII. Lefelé a Volgán
- VIII. Fölfelé a Káma folyón
- IX. Éjjel-nappal tarantaszon
- X. Vihar az Urálban
- XI. Utasok bajban
- XII. Becsületbeli ügy
- XIII. Első a kötelesség!
- XIV. Anya és fia
- XV. A Baraba lápja
- XVI. Végső erőfeszítés
- XVII. Tudósítók munkában

Második rész
- I. A tatárok tábora
- II. "Szembe a nappal, takszir!"
- III. Anya és leánya
- IV. Fogat fogért!
- V. Diadalmas bevonulás
- VI. "Jól nézz körül, jól nyisd ki a szemed!"
- VII. Jó barát az ország útján
- VIII. Átkelés a Jenyiszejen
- IX. Baljós jelek
- X. A sztyeppen
- XI. A Bajkál-tó és az Angara
- XII. Két part között
- XIII. Irkutszk
- XIV. A haditanács
- XV. A cár futárja
- XVI. Sorsdöntő éjszaka
- XVII. Befejezés

## Szereplők
Nevesített, vagy a történet szempontjából fontos szereplők. A szereplők neve fordításonként eltér, eltérhet.
- Sztrogof Mihály, kapitány, a cár futára (fordítástól függően: Strogoff, Strogof)
- Korpanof Miklós, irkutszki kereskedő
- Sztrogof Marfa, Mihály anyja
- Fedor Nadja (fordítástól függően: Nagya, Nadia)
- Fedor Vaszilij, Nadja apja, szibériai száműzött
- Kiszof tábornok, a cári gárdavadászok parancsnoka
- az orosz cár
- az orosz cár öccse, nagyherceg
- Voroncof tábornok, Irkutszk katonai parancsnoka
- Kiszelef tábornok,
- Pigaszof Miklós, távírdai köztisztviselő
- Ogaref Iván, ezredes, a cár milye, később áruló (fordítástól függően: Ogareff)
- Szangár, cigány asszony, Ogaref közeli ismerőse
- Feofár kán, a Tatárország uralkodója, Bokhara emírje
- Alcide Jolivet, francia újságíró
- Harry Blount, a Daily Telegraph tudósítója
- Szerkó, Pigaszof kutyája

## Értékelés
„...a kötelességteljesítés hőse már a szentpétervári téli palota előszobájában áll,  Michel Strogoff (1876) nemcsak úti kalandjaival nyújtott, hanem erkölcsi bravúrjával is. A megalkuvásban elmerült emberek még sokkal odaadóbban tudják élvezni a minden poklokon keresztültörő hűség ábrándját. A valószínűség nyert azzal, hogy a hős a még töretlen hierarchia országának fia, a főpap-fejedelem gárdistája.
A kezdet kezdetén álló Verne-kutatás még nem derítette ki, hogy előbb a hősi eszmény gyúlt-e ki költőnk lelkében, azután keresett annak megfelelő környezetet az Atyuska birodalmában; vagy — ami talán valószínűbb — a francia-barát III. Sándor cár népszerűsége terelte figyelmét Oroszországra, s ekkor alkalmas ürügyet kellett találnia egy kalandos szibériai utazáshoz. Miért utazzék valaki Szibériába, ha nem száműzött? Mert száműzöttekről sokat beszélni nem lett volna barátságos cselekedet... így született meg az elvágott telegráfvezeték s a lázadókkal mérkőző rettenthetetlen futár története.
A kötelesség hőséről írt regény olyan belső intenzitástól izzik, hogy lépten-nyomon drámai formába ömlik. Erről tanúskodnak többek közt a regény elején és végén, de sok más jellemző pontján is, kirobbanó párbeszédek:
«— Felség, új sürgöny.
— Honnan?
— Tomszkból.
— Azon túl, hallom, a távíró fonala meg van szakítva.
— Meg, tegnap óta.
— Tábornok, küldjön sürgönyt Tomszkba. minden órában. kívánjon választ s értesítsen engem folytonosan.
— Parancsa szerint, felség — felelt Kissoff tábornok.»
Nagyszerű expozíció, amelyben az a technikai szabály sem felejtődik el, hogy a szereplők egymást mintegy észrevétlenül bemutassák a közönségnek. Az «első felvonás» egyébiránt a francia társadalmi drámából megszokott bálon történik. ahol sok embernek van joga összekerülni. A II. fejezet — vagy, ha úgy tetszik, jelenet — a két újságíróé, akik feltűnés nélkül egészíthetik ki az expozíciót. A III—V. fejezet is csupa párbeszéd, mert könnyű különválasztani a Szibériára vonatkozó magyarázó részleteket. Strogoff Mihály, a cár futárja, elindul, hogy hírt vigyen az Irkutszkba zárt nagyhercegnek; útjának legnagyobb akadálya nem materiális, hanem erkölcsi természetű: ki kell kerülnie Szibériában lakó édesanyját, Marfát.
A «második felvonás» (V—XVII. fejezet) nagy eseményei: 1. Strogoffnak hozzá méltó társa támad Nadiában, akinek apja száműzött orvos és Irkutszkban él. Mikor a vonat kisiklik. Mihályon kívül csak Nadia marad ülve nyugodtan. «Erélyes természet» — állapítja meg hősünk. 2. Feltünedeznek az ellenfél cselszövői. 3. Majd, érdekes, de inkább regényes epizódok után, a «felvonás» nagy jelenetéhez érünk: Ogareff Iván korbácsütését nem viszonozhatja Strogoff s megalázkodását csak Nadia érti meg.
A «harmadik felvonás» (XVIII—XXV. fejezet) tempója gyorsabb. Főjelenete szembesíti a fiút az anyjával: Marfa felismeri fiát. de az visszautasítja s most már az anya is azt mondja, hogy tévedett. Ám az áldozat hasztalan: az ellenpárt figyelme fel van híva. Az utolsó jelenet a koliváni postahivatalban játszik, ahol a két újságíró visz egy kis humort a tragikus hangulatba. Az amerikai bibliai szöveget telegrafál, a francia Béranger-dalokat, hogy a maguk számára tartsák fönn a vonalat, míg a csata el nem dűl. Végre valóságos «coup de théátre»: a postát összelövik s a riporterekkel együtt Strogoff is a lázadók fogságába kerül.
A második részt is könnyű lenne két felvonásra osztani. Az első (I—IV. vagy I—IX. fejezet) látszólag minden reményt megsemmisít: Ivánt anyja felismerésére kényszerítik s tüzes karddal megvakítják. A világtalan ember reménytelenül, kötelességből folytatja szörnyű útját. A másik (X—XIII. fejezet) Irkutszkban történik. Ogareff Iván Strogoff nevében behatol a várba s ki akarja nyitni a kaput cinkosának. Mihály is megérkezik s az áruló rémülettel fedezi föl, hogy a vak — lát. Ez a rémület bénítja meg: maga szalad Mihály késébe. A nagy jelenet vége is jellegzetes. A nagyherceg belép és szigorúan kérdi:
«— Ki ölte meg ezen embert?
— Kérdje inkább, fenség, ki volt ez ember, aki itt megölve fekszik.
— Ismerem őt: a cár futárja,
— Nem. fenség, ez az ember nem a cár futárja, ez Ogareff Iván.
— És Strogoff Mihály?
– Az én vagyok, fenség.»
A tudomány része a nagy drámában: leírni a sokat változó színfalakat. E földrajzi feladat megoldásán kívül a végső meglepetés ötletének van köze valami tudományos kuriózumhoz. Mihály azért nem vakult meg. mert a szemébe lopózott könny miatt a tüzes kard kiszárító hatása nem érvényesülhetett...”

– Hankiss János

Ez a regény eltér a hagyományos Verne regénytől. Verne ifjúsági regények írására szerződött kiadójával, a célközönsége a kamasz fiúk voltak. A kiadó és Verne szándéka az volt, hogy minél több földrajzi-, biológiai-, fizikai-, kémiai- és tudományos ismeretet adjon át regényeibe rejtve. A Sztrogof Mihályban nem találunk ilyet. Elmarad az utazás regények megszokott város-, táj- és nép-ismertetései, számos ellenpélda közül elég Bombarnac Klaudius regényt említeni, amelyben a hősök, részben, szintén Oroszországon utaznak át. De a könyv nem gazdagítja az olvasó tudományos ismeretét sem.
A másik fő eltérés a Verne regényekhez képest az erős szerelmi szál, bár a szerelem szó sehol sem íródott le. Verne regényeiben a nők nem játszanak meghatározó szerepet, talán az egyetlen A Franklin kifut a tengerre kivételével. Ha a főszereplők közt nő is akad, akkor azt vagy férfiak gyámolítják (Az Orinocon fölfelé), vagy segítő szerepbe kényszerülnek (A prémvadászok).
Nézzen a „Branican asszonyra” és a bájos fiatal lányokra más regényeimben. Ha csak szükség van a női szereplőre, akkor mindig megtalálja a regényben.” Aztán mosolyogva hozzátette: „A szerelem mindent elnyelő szenvedély, és kevés helyet hagy az ember mellében; a hőseimnek minden értelmükre szükségük van, és egy bájos fiatal hölgy jelenléte sajnos zavarhatja a koncentrációjukat. Mindig is azt akartam, hogy oly módon írjam a történeteimet, hogy azokat legkisebb habozás nélkül oda lehessen adni minden fiatal kezébe, és szigorúan elkerültem minden olyan jelenetet, amelyet, mondjuk, egy fiú nem szeretné, hogy húga elolvasson.”

## Érdekességek és tények
- Bizony, Felség, volt idő, amikor azok, akik egyszer Szibériába kerültek, soha nem tértek vissza többé![32]
- ...az egyszer elítélt ember akkor válik igazán veszedelmessé, amikor megkegyelmeznek neki![32]
- Mihály és Nadja néhány napot töltött Omszkban, majd visszatértek Európába. Vaszilij Fedor Szent-Pétervárott telepedett le, s ettől fogva fia és leánya csak olyankor hagyta egyedül, amikor elutaztak, hogy öreg édesanyjukat meglátogassák.[33] Bár földrajzilag igaz, hogy Szentpétervár Európában van, mégis tévesnek tűnik az Európa, amely Verne más műveiben Franciaországot, a Német Birodalmat, Angliát jelenti, de nem az Orosz Birodalmat. Érdekes, hogy ha Vaszilij Fedornak ismert rigai orvos lévén, igen jó pacientúrája volt,[34] akkor miért Szentpéterváron telepedett le.
- A cár egy levelet bíz Sztrogofra. Sztrogof a levelet "szíve felett" , a ruhájába rejtve hordja. Június 16-án indul Moszkvából. Július 19-én ér Permbe, a levél több mint egy hónapja van ruhája rejtekében. Július 26-án a tatárok elől az Irtis folyóba veti magát Sztrogof, zsebében a levéllel. Július 29-én menekül tovább Omszkból a levéllel, majd ismét úszni kényszerül, ezúttal az Obot ússza át augusztus 6-án. Ezt követően fogják el először, és amikor, hogy megmentse anyját a korbácsolástól, felfedi magát, megtalálják nála a levelet. Amely sértetlen és jól olvasható, az eltelt ötven nap és két folyó átúszása után is.

Tények
A regénynek nincs történelmi alapja. Egyes kutatók úgy vélik, hogy Feofar Kánt Jules Verne Keneszari kánról (Кенесары хан) mintázta, aki létező személy volt. Keneszari (1802 – 1847) államférfi, katonai parancsnok, a kazah nép nemzeti felszabadító mozgalmának vezetője volt 1837-1847-ben. Ő volt a Kazah Kánság utolsó kánja (1841-1847).
Más kutatók szerint Vernének az 1875-ös kokandi lázadás szolgáltatott mintát. Az oroszbarát Muhammad Khudajar Kokandi Kán, aki 1845 és 1875 között megszakításokkal uralkodott, a lázadás miatt száműzetésbe kényszerült. Ezt követően az orosz invázió először arra kényszerítette a Kánságot, hogy az Orosz Birodalom vazallusa legyen, 1876-ban a Kánságot megszüntették.
Jules Verne hitelesen írja le a tatár inváziót Szibériában, de tatárok alatt a közép-ázsiai népeket – üzbégek, tádzsikok... – érti. A regény relevanciája, hogy akkoriban az Orosz Birodalom aktív külpolitikát folytatott Közép-Ázsiában, és a szerző véleménye szerint az invázió válasz volt Oroszország terjeszkedésére.
Míg Szibéria fizikai leírása pontos, a leírt tatár lázadás nem lázadás volt, a tatárok ereje, valamint földrajzi kiterjedése erősen eltúlzott. Miután a XIX. század elején a kánságokat fokozatosan visszaszorították dél felé, 1865-68-ban Oroszország meghódította a legyengült Kokand és Bukhara üzbég közép-ázsiai kaganátust, mindkettő jóval délebbre található, mint azok a városok, amelyeken Strogoff a regényben utazott. Mire Jules Verne megírta a Sztrogof Mihályt, akkor már egyetlen tatár kán sem volt abban a helyzetben, hogy fellépjen az Orosz Birodalom ellen.

## Sztrogof Mihály színpadon

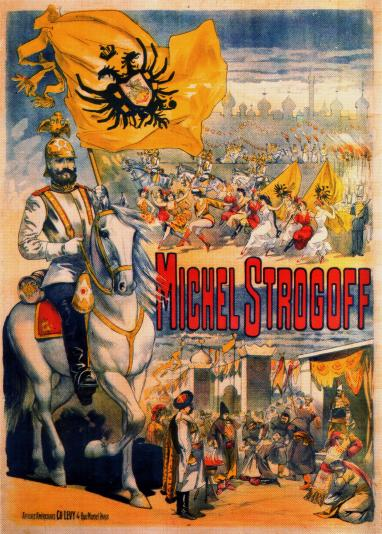
Plakát Jules Verne és Adolphe d'Ennery Michel Strogoff című darabjának első előadásához (1880. november 17.) a párizsi Théâtre du Châtelet-ben.

A Sztrogof Mihály első színpadi adaptációjával Verne és Adolphe d'Ennery  1877. október 19-ére lett készen, a megrendelő az Odeon színház volt.
Verne kezdetben egyedül dolgozott ott, de végül elhatározta, hogy bevonja Dennery-t. Az Odeon színpadját kicsinek ítélték meg ahhoz, hogy befogadja a darabot, Félix Duquesnel, a rendező, úgy döntött, hogy a darabot az Émile Rochard igazgatta Châtelet színházban mutatják be.
A próbák csak  1880. augusztus 16-án kezdődtek, majd 1880. november 18-án, Verne jelenlétében tartották a darab bemutatóját. 386 előadás követi egymást, az utolsót 1881. november 13-án tartják. A darab felújítása után újabb 1327 előadásos sikerszéria következett. Végül 1906. augusztus 3. és 1939. augusztus 29. között 1175 további előadást tartottak. Verne lakhelyén, Amiensben először 1882. augusztus 26-án adták elő a Sztrogof Mihályt, a darabot 1900-ig játszották.
A bevételek hét százalékát D'Ennery, öt százalékát Verne kapta. Verne életében ez közel háromszázezer frank bevételt jelentett, a külföldi jogdíjak nélkül.
A színdarab tizenhat jelenetből áll. A látványos előadáson harminc lóból álló század is fellépett. A darab zenéjét Alexandre Artus szerezte, egyes részeknél, mint a Tatárok ünnepe, Georges Guilhaud közreműködött.

### Verne színházi sikereiről
Marie A. Belloc interjúja (1895)
– És mégis – folytatta lassan –, soha nem vesztettem el a színpad iránti szeretetet és a színházi élethez kapcsolódó élményt. Írásaim kapcsolódó egyik legnagyobb örömét okozta néhány regényem, köztük a „Michel Strogoff” sikeres színpadra állítása.
– És melyik történetek voltak a legsikeresebbek drámai formában?
– A „Sztrogof Mihály” talán a legnépszerűbb; az egész világon játszották; akkor a „Nyolcvan nap alatt a világ körül” nagyon sikeres volt, és az utóbbi időben a „Sándor Mátyást” mutatták be Párizsban; további öröm, hogy a „Doktor Ox” körülbelül tizenhét évvel ezelőtt a Varietés–i operett alapját képezte. Egykor képes voltam magam megírni regényeim színpadi változatát; most a bájos Amiens–i színházban a nézőtérről vetek a színházi világra egy-egy pillantását, be kell vallanom, gyakori, hogy valamelyik jó tartományi társaság megtiszteli városunkat jelenlétével.
Gordon Jones interjúja (1904)
– Mégis – folytatta [Verne] –, bár én nekem nincs kedvencem, ez nem azt jelenti, hogy az olvasóimnak ne lehetne. Kétségtelenül kiválaszthatja például azt, amelyik jobban tetszik, mint a másik?
– Nekem a „Húszezer mérföld a tenger alatt” bizonyosan a legvonzóbb, bár a dramatizált „Sztrogof Mihály”, amelyet Párizsban a „Theatre du Châtelet”-ben mutattak be, szintén nagy kedvencem.
M. Verne érdeklődéssel hallotta, hogy tegnap este láttam a darabot. Felemelkedett székéből, gesztikulálva kérdezte:
– Mondd el, jól játszották? Jól fogadták?
Biztosítottam arról, hogy így van. Valójában a Châtelet hatalmas színpada lehetővé teszi a darab csodálatos eljátszását, ahol egyszerre több mint háromszáz előadóművész tartózkodik a nézők előtt, sokan közülük lóháton.

## Jules Férat illusztrációi
A képek az első francia illusztrált kiadás képei, metszetei. A képeket Jules Férat rajzolta és Charles Barbant metszette. A magyar kiadások nyomdai okok miatt hagytak ki önkényesen képeket.
Első rész

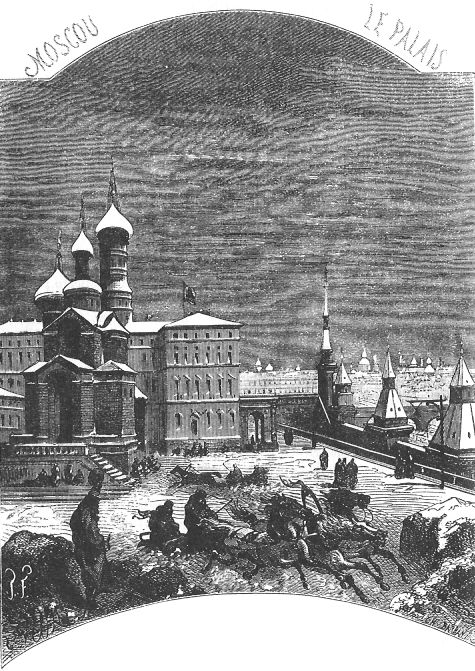
Új palota Moszkvában télen.
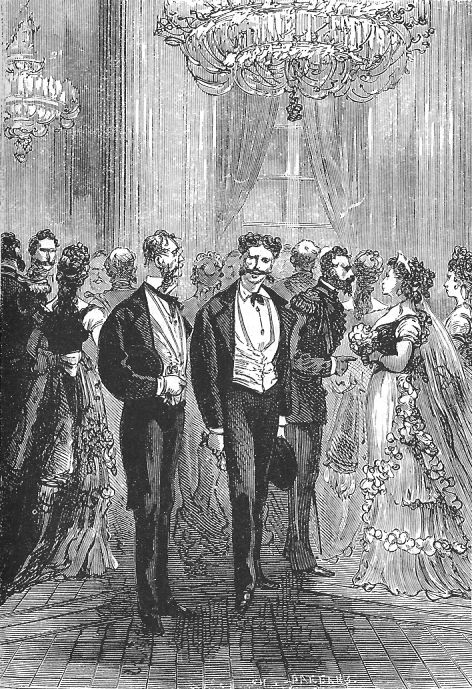
«Igazán mondom, kolléga úr, ez a kis ünnepség valóban pompásan sikerült»
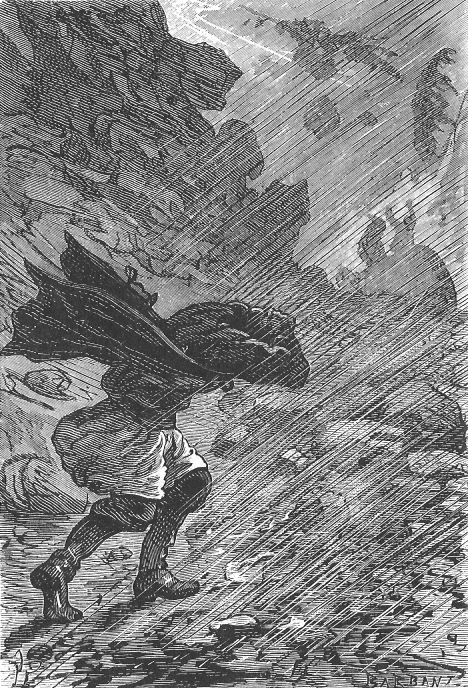
A vihar lassacskán mintha csakugyan kiadta volna az ereje javát.
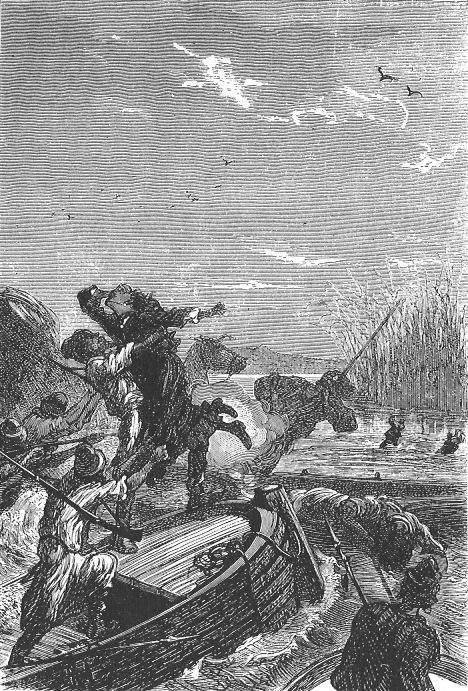
Két hatalmas kar a levegőbe emelte.

Második rész

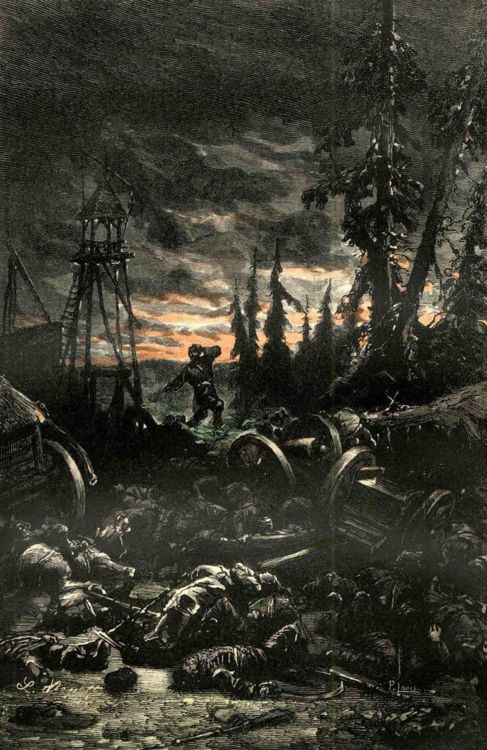
A kolyvani csatatér.
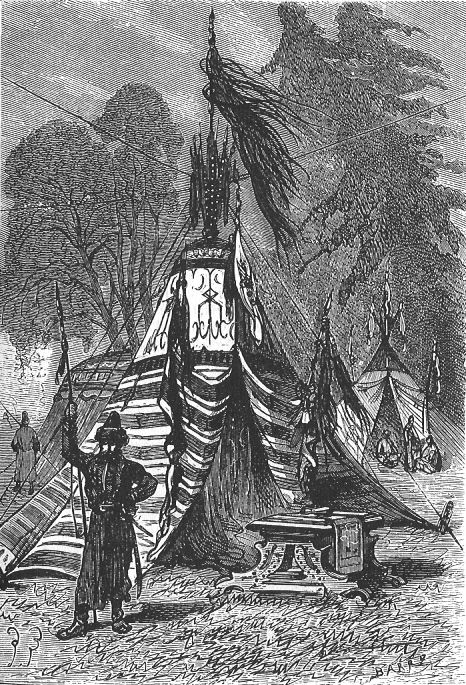
Az emír sátra.
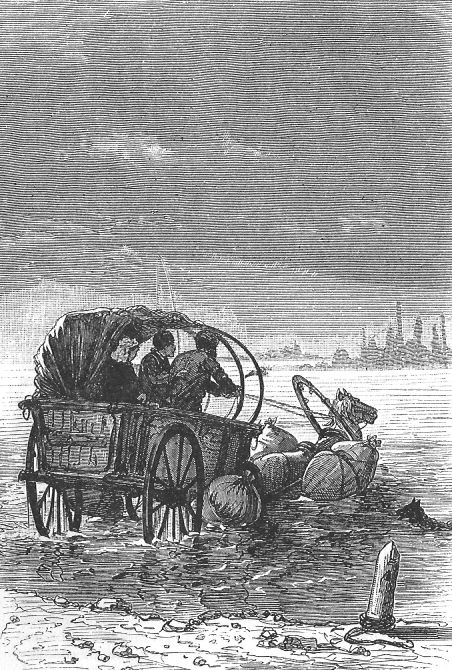
Neki indultak a folyamnak.
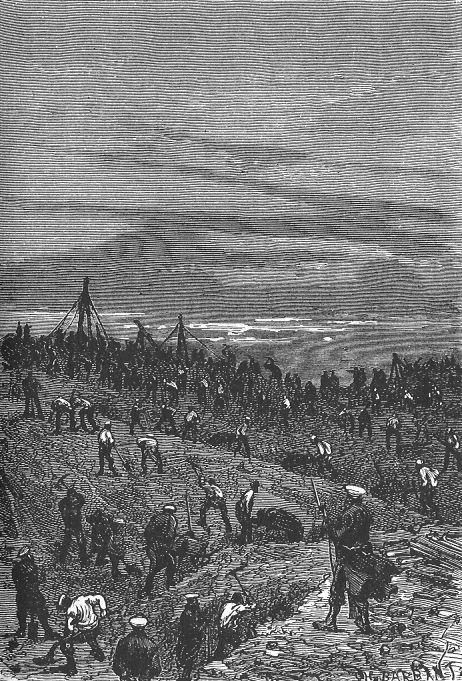
Éjjel-nappal dolgoztak.

## Magyar kiadások
A felsorolás az Országos közös katalógus és könyvtárközi kölcsönzés adatai alapján készült.
- Strogoff Mihály utazása Moszkvától Irkutskig, Budapest, Franklin, 1877, 1885, átdolgozta: Szász Károly
- Sztrogoff Mihály utazása Moszkvától Irkutskig, Budapest, Eisler [1891], fordító: Zempléni P. Gyula, a regény a Verne Gyula összegyűjtött munkái sorozatban jelent meg
- Strogoff Mihály a cár futárja, Budapest, Magyar Kereskedelmi Közlöny, [1923?], fordító: Kövér Ilma, illusztráció: Geiger Richárd, a regény a Verne Gyula Munkái sorozatban jelent meg
- Sztrogoff Mihály, Budapest, Tolnai, [192?], fordító: Kövér Ilma, illusztráció: Geiger Richárd, a regény a Verne Gyula Munkái sorozatban jelent meg
- Sztrogof Mihály, Budapest, Forrás, 1943, fordító: Supka Géza, a regény A kaland klasszikusai és a Verne Gyula munkái sorozatokban jelent meg
- Sztrogof Mihály, Budapest, Móra Ferenc Ifjúsági Könyvkiadó, 1966, 1968, 1978[54] ISBN 9631112543, fordító: Supka Géza, illusztráció: Würtz Ádám
- Sztrogof Mihály, Bratislava, Tatran, 1966, fordító: Supka Géza, illusztráció: Würtz Ádám, a regény csehszlovák – magyar közös kiadásban jelent meg
- Sztrogof Mihály, Bratislava, Madách Kiadó, 1968, fordító: Supka Géza, illusztráció: Würtz Ádám, a regény csehszlovák – magyar közös kiadásban jelent meg
- Sztrogof Mihály, Budapest Móra Ferenc Ifjúsági Könyvkiadó, 1981,[55] ISBN 9631129535 fordító: Supka Géza, átdolgozta: Árkos Antal, illusztráció: Würtz Ádám]
- Sztrogof Mihály, Bukarest, Kriterion, 1986, fordító: Supka Géza, átdolgozta: Árkos Antal, illusztráció:Domokos Péter rajzaival
- Sztrogof Mihály utazása Moszkvától Irkutsig, Budapest, Fátum-ars, 1994, fordító: Szász Károly, a regény a Verne Gyula összes munkái sorozatban jelent meg
- Sztrogof Mihály, Budapest, Pesti Szalon, 1994, ISBN 963834024X, fordító: Supka Géza, átdolgozta: Gerencsér Zsuzsanna, a regény a A világirodalom legszebb történetei sorozatban jelent meg
- Sztrogof Mihály, Budapest, Unikornis, 2000, fordító: Supka Géza, sajtó alá rendezte: Majtényi Zoltán, illusztráció: Fabó Attila László
- Sztrogof Mihály, Budapest, Népszabadság Kiadóvállalat, 2008, ISBN 9789639709560, fordító: Supka Géza, a regény a Népszabadság könyvek és a Verne Gyula-sorozat sorozatban jelent meg

### Magyar képregények
| Magyar cím      | Forgatókönyv | Rajz       | Közlés helye             | Közlés ideje        | Folytatások száma | Össz. oldal | Képek száma | Típus, megjegyzés  |
| --------------- | ------------ | ---------- | ------------------------ | ------------------- | ----------------- | ----------- | ----------- | ------------------ |
| Sztrogof Mihály | Zórád Ernő   | Zórád Ernő | Füles                    | 1975.12. – 1975.28. | 17                | 34          | 170         | fekete-fehér rajz  |
| Sztrogof Mihály | Zórád Ernő   | Zórád Ernő | Magyar Médeia            | 1985                | 1                 | 34          | 170         | színes rajz, Album |
| Sztrogof Mihály | Zórád Ernő   | Zórád Ernő | kiadó: Nero Blanco Comix | 2017                | önálló kiadvány   | 36          |             | ISBN 9786155524219 |
| Sztrogof Mihály | Zórád Ernő   | Zórád Ernő | Lapkiadó(?)              |                     | önálló kiadvány   | 34          |             | ISBN 9630240033    |

## Filmfeldolgozások
- Michael Strogoff, (1908), rendező: J. Searle Dawley, szereplők: Charles Ogle, Mary Fuller, Marc McDermott[58]
- Michael Strogoff, (1910), rendező: J. Searle Dawley, szereplők: Charles Ogle, Mary Fuller, Marc McDermott[59]
- Michael Strogoff, (1914), rendező: Lloyd B. Carleton, szereplők: Jacob P. Adler, Daniel Makarenko, Eleanor Barry[60]
- Szentpétervári kurír, (1926), rendező: Viktor Tourjansky, szereplők: Ivan Mozzhukhin, Nathalie Kovanko, Acho Chakatouny[61]
- Michel Strogoff, (1936), rendező: Jacques de Baroncelli, Richard Eichberg, szereplők: Anton Walbrook, Colette Darfeuil, Armand Bernard[62]
- Miguel Strogoff, (1944), rendező: Miguel M. Delgado, szereplők: Julián Soler, Lupita Tovar, Julio Villarreal[63]
- Michael Strogoff, (1956), rendező: Carmine Gallone, szereplők: Curd Jürgens, Geneviève Page, Jacques Dacqmine[64]
- Le triomphe de Michel Strogoff, (1961), rendező: Viktor Tourjansky, szereplők: Curd Jürgens, Jacques Bézard, Capucine[65]
- Sztrogof Mihály, (1970), rendező: Eriprando Visconti, szereplők: John Phillip Law, Mimsy Farmer, Hiram Keller[66]
- Sztrogoff Mihály , (1975– ), rendező: Jean-Pierre Decourt, szereplők: Raimund Harmstorf, Lorenza Guerrieri, Pierre Vernier[67] Bővebben: Sztrogoff Mihály (televíziós sorozat)
- Michel Strogoff , (1997– ), rendező: Viktor Tourjansky, szereplők: Marc Bretonnière, Julie Turin, Cyrille Artaux[68]
- Sztrogoff Mihály, (1999), rendező: Fabrizio Costa, szereplők: Paolo Seganti, Léa Bosco, Hardy Krüger Jr.[69]
- Sztrogoff Mihály, (2004) rajzfilm